# ستيف ماك أدم
ستيف ماك أدم (بالإنجليزية: Steve McAdam)‏ هو لاعب كرة قدم بريطاني في مركز الدفاع، ولد في 2 أبريل 1960 في بورتاداون ‏ في المملكة المتحدة، وتوفي في 21 فبراير 2004 في Donaghadee ‏ في المملكة المتحدة. لعب مع أولدهام أثلتيك وبورتاداون ونادي أيك لارنكا ونادي بارنسلي ونادي بيرنلي ونادي لارنكا وويغان أتلتيك.